# Tecno-rumba

El término Tecno-Rumba hace referencia a un estilo musical de origen español que combina la fusión Tecno Pop con sonoridades inspiradas en la rumba flamenca.
Aunque este tipo de combinaciones empezaron a emplearse en la década de los 70's y 80's, el término Tecno-Rumba se ha utilizado a partir de la segunda mitad de la década de los 90's para definir un estilo musical iniciado por el grupo Camela, en el que también han trabajado una sucesión de grupos y solistas. 
El género fue muy criticado, asociado a producciones de bajo presupuesto y ventas de carretera. No obstante, el estilo terminó por obtener cierto reconocimiento debido al enorme éxito de Camela.

## Historia

### Años 1980's
En 1983 Remedios Amaya fue pionera en reivindicar este tipo de mestizajes con el tema "Quien maneja mi barca" que presentó en el festival de Eurovisión.
Posteriormente Azúcar Moreno, con la colaboración de Raúl Orellana, grabaron temas de corte similar como  "Porque te quiero", "Debajo del olivo", "Carne de melocotón" o "Bandido" (que fue también tema eurovisivo) antes de cambiar de estilo en la década de los 90's. 
Otros artistas apoderados de la Rumba y el Flamenco, como Los Chichos, Los Chunguitos, Sombra y luz, Los Calis, Ricardo Gabarre (Junco) o Tijeritas también emplearon tímidamente la música electrónica en algunas de sus canciones.

### Años 1990's - Presente
A principios de esta década, Azuquita aportó lo que llamaba "Rumbakalao", al versionar canciones de figuras de la música Tecno con toques rumberos. No obstante, el término Tecno-Rumba se ha utilizado mayoritariamente para definir el estilo musical introducido por el grupo español Camela en 1994. Realmente, se trata de un concepto mediático, pues aunque este género está notoriamente influenciado por la Rumba Flamenca, se trata de un tipo de Tecno-Pop con carácter flamenco.
Camela es el grupo más conocido del género. Con sus dos primeros álbumes, "Lágrimas de amor" y "Sueños inalcanzables", se abrazaron al éxito vendiendo más un millón y medio de álbumes , con muy poco apoyo discográfico. El tercero, "Corazón indomable", fue ya lanzado como fenómeno de masas y ocupó el N°1 de las listas de ventas, como ocurriría con la mayoría de sus álbumes posteriores, hasta la fecha. Cada vez que Camela lanza un álbum suele ocupar el número uno en ventas varias semanas consecutivas. Durante los primeros años tras su debut surgieron numerosos grupos y solistas que explotaron variantes de la misma fórmula, llegando a considerarse un movimiento musical. 
Entre estos grupos y solistas, algunos destacaron por lograr sorprendentes niveles de difusión, compitiendo en cifras de ventas con artistas de mucha mayor proyección comercial. Es el caso de Calaitos, Ríos de Gloria, Chalay, Kayma, Piel Morena, Kalentura, Corazones, David o Grego, entre otros.
La táctica de distribución que solían utilizar en un primer momento era peculiar y efectiva. Por una parte publicaban un álbum de características y precio estándar, destinado a tiendas especializadas. Por otra parte editaban formatos económicos (normalmente en soporte casete), formados por canciones pertenecientes al álbum y en ocasiones algunas inéditas. Estos eran enviados a sectores alternativos. Tal método facilitaba en cierta forma que los grupos dieran a conocer sus trabajos ante un público más diverso, ya que su impacto publicitario era más bien modesto.
Entre los productores más recurrentes de Tecno-Rumba encontramos a músicos polifacéticos como Daniel Muneta, Jose A. Granados, Mario del Castillo, Francisco Carmona, Octavio Cruz, José Gonzalez "Sindo", Juan José Puntas, Javier Suárez "Yarei", Leonardo Dantés y Jose Miguel Álvarez.